# Witkuifelenia
De witkuifelenia (Elaenia albiceps) is een zangvogel uit de familie Tyrannidae (tirannen).

## Verspreiding en leefgebied
Deze soort komt wijdverspreid voor in het westelijke deel van Zuid-Amerika en telt vijf ondersoorten:
- E. a. griseigularis: van zuidwestelijk Colombia tot noordwestelijk Peru.
- E. a. diversa: noordelijk-centraal Peru.
- E. a. urubambae: zuidoostelijk Peru.
- E. a. albiceps: uiterst zuidoostelijk Peru en noordwestelijk Bolivia.
- E. a. modesta: westelijk Peru en noordwestelijk Chili.

## Status
De grootte van de populatie is niet gekwantificeerd maar de soort wordt omschreven als algemeen. Op de Rode lijst van de IUCN heeft deze soort de status niet bedreigd.